# XXXIX Premis Goya
La 39a edició dels Premis Goya, presentada per l'Acadèmia de les Arts i les Ciències Cinematogràfiques d'Espanya, va tenir lloc el 8 de febrer de 2025 al Palacio de Congresos y Exposiciones de Granada. La cerimònia va ser conduïda per les actrius Leonor Watling i Maribel Verdú. El 3 de febrer es va anunciar que amenitzarien la gala les actuacions musicals d'Alejandro Sanz, Amaral, Dora, Rigoberta Bandini, Zahara, Miguel Ríos, Dellafuente, els germans Morente (Estrella, Kiki, i Soleá), i Lola Índigo. La gala va ser retransmesa per La 1 i RTVE Play.

## Antecedents
Aquesta edició va presentar diverses novetats respecte a les bases d'admissió, modificada per la Junta Directiva de l'Acadèmia. Una de les modificacions va ser la restricció de l'ús de intel·ligència artificial en diverses categories, perquè aquelles composicions creades per una IA no van poder optar al Premi a millor música original ni al Premi a la millor cançó original. A més, es va recuperar la llista de preseleccionats per als premis de curtmetratges i es va vetar la participació d'aquelles pel·lícules que haguessin estat «a la disposició del públic de manera en línia abans de la seva estrena en sales, tant per als llargmetratges espanyols com per als europeus i iberoamericans».
El 17 d'octubre de 2024, l'actriu Aitana Sánchez-Gijón va ser anunciada com a guardonada amb el Premi Goya d'Honor.
El 22 d'octubre de 2024, l'Acadèmia va anunciar la llista de 17 pel·lícules que optarien al Goya a la millor pel·lícula iberoamericana:  Agárrame fuerte (Uruguai), Aire: Just Breathe (República Dominicana), Ainda Estou Aqui (Brasil), Chuzalongo (Equador), Despierta mamá (Panamà), El jockey (Argentina), El ladrón de perros (Bolívia), El lugar de la otra (Xile), Crowrã (Portugal), La mujer salvaje (Cuba), La suprema (Colòmbia), Los últimos (Paraguai), Memorias de un cuerpo que arde (Costa Rica), Niños de las brisas (Veneçuela), Rita, (Guatemala), Sujo (Mèxic), i Yana-Wara (Perú).
El 8 de novembre de 2024, l'Acadèmia Espanyola de Cinema va presentar les 21 presentacions per al Goya a la millor pel·lícula europea (ara permeten fins a dues presentacions per país a la categoria): Wer hat Angst vor Braunau? (Àustria), Augure i La noia que sanava (Bèlgica), Lijepa večer, lijep dan (Croàcia), Le Procès du chien i Reinas (Suïssa), El comte de Montecristo i Emilia Pérez (França), Straume (Letònia), Grand Tour i O vento assobiando nas gruas (Portugal), Tereddüt Çizgisi i Dormitory (Turquia), Im toten Winkel (Alemanya), El regne de Kensuke i Marianengraben (Luxemburg), La Chimera i Palazzina Laf (Itàlia), La zona d'interès (Regne Unit), i Ljósbrot i Snerting (Islàndia).
El 30 de gener de 2025, l'actor nord-americà Richard Gere va ser anunciat com a guanyador del Premi Goya Internacional.

## Premis per pel·lícula
| Nominacions | Pel·lícules                          | Premis |
| ----------- | ------------------------------------ | ------ |
| 14          | El 47                                | 5      |
| 13          | La infiltrada                        | 2      |
| 11          | Segundo premio                       | 3      |
| 10          | La habitación de al lado             | 3      |
| 9           | La verge roja                        | 2      |
| 8           | La estrella azul                     | 2      |
| 8           | Casa en flames                       | 1      |
| 5           | Marco, la verdad inventada           | 2      |
| 4           | Los destellos                        | 0      |
| 4           | Soy Nevenka                          | 0      |
| 3           | Guardiana de dracs                   | 0      |
| 2           | La guitarra flamenca de Yerai Cortés | 2      |
| 2           | Salve Maria                          | 1      |
| 2           | Volveréis                            | 0      |
| 2           | La casa                              | 0      |

## Nominacions i premis
La llista de nominats va ser anunciada el 18 de desembre de 2024 pels actors Álvaro Cervantes i Natalia de Molina, des de L'Alhambra. Els guanyadors foren:
| Millor pel·lícula | Millor direcció |
| --- | --- |

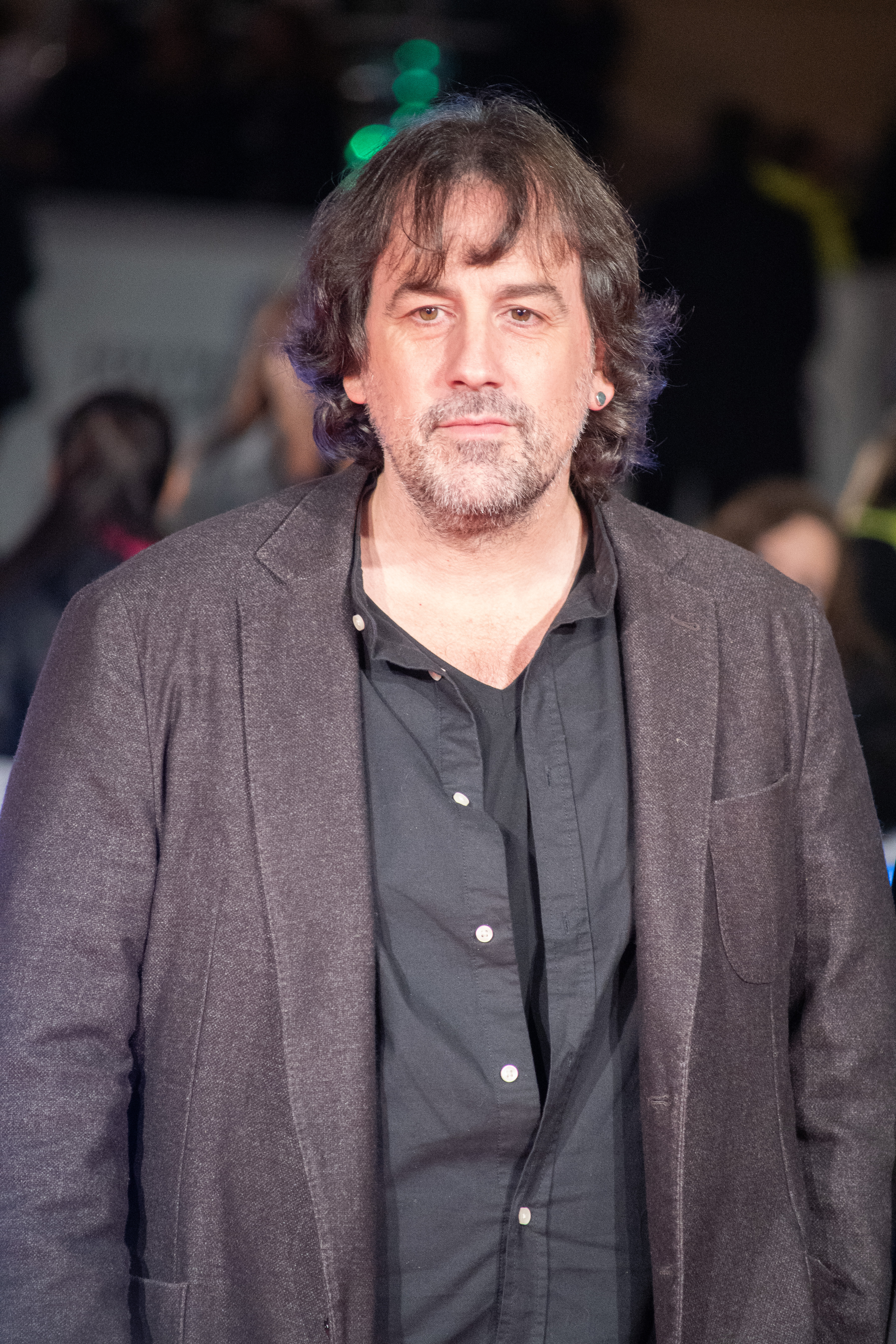
Isaki Lacuesta, millor director

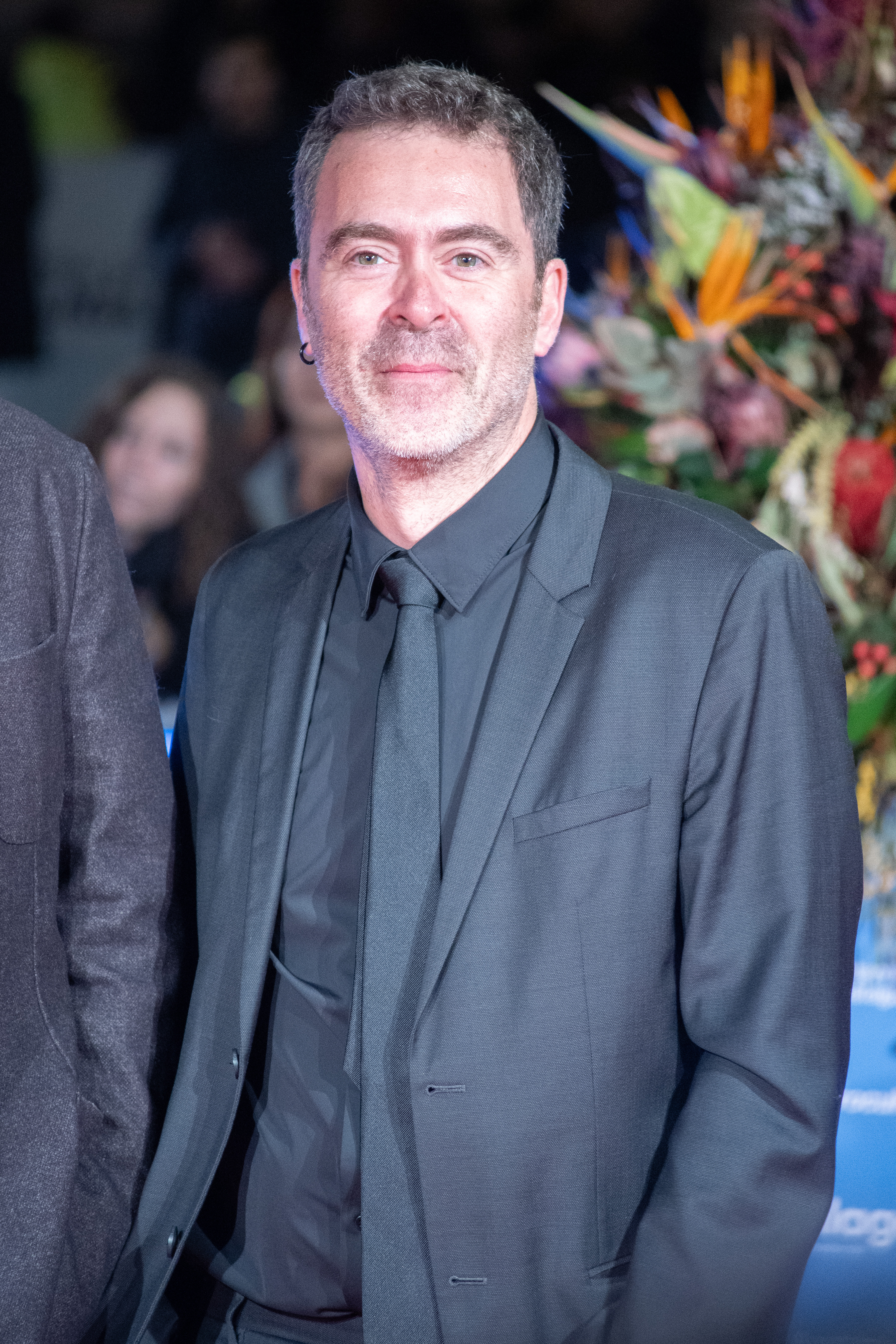
Pol Rodríguez,millor director

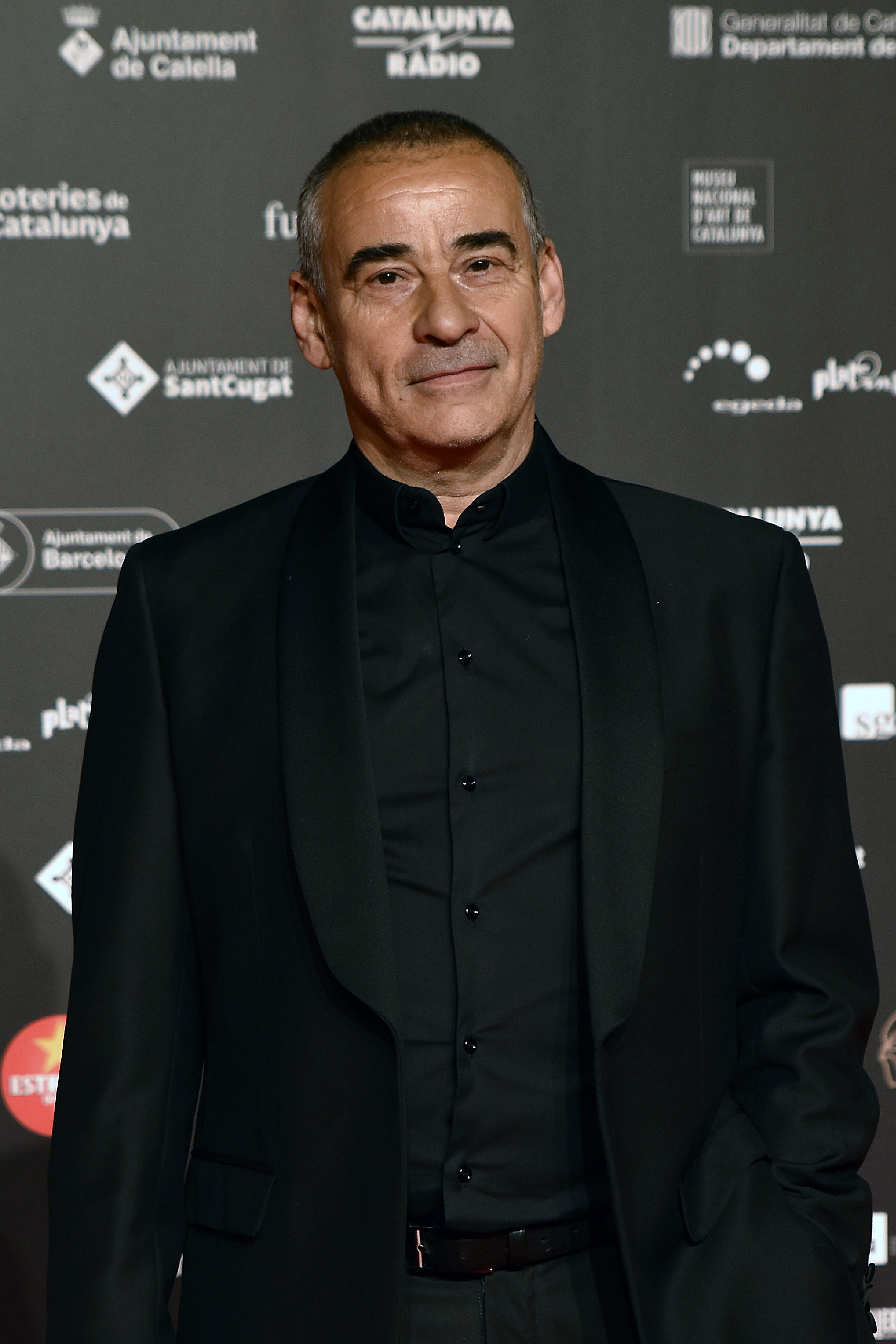
Eduard Fernández, millor actor

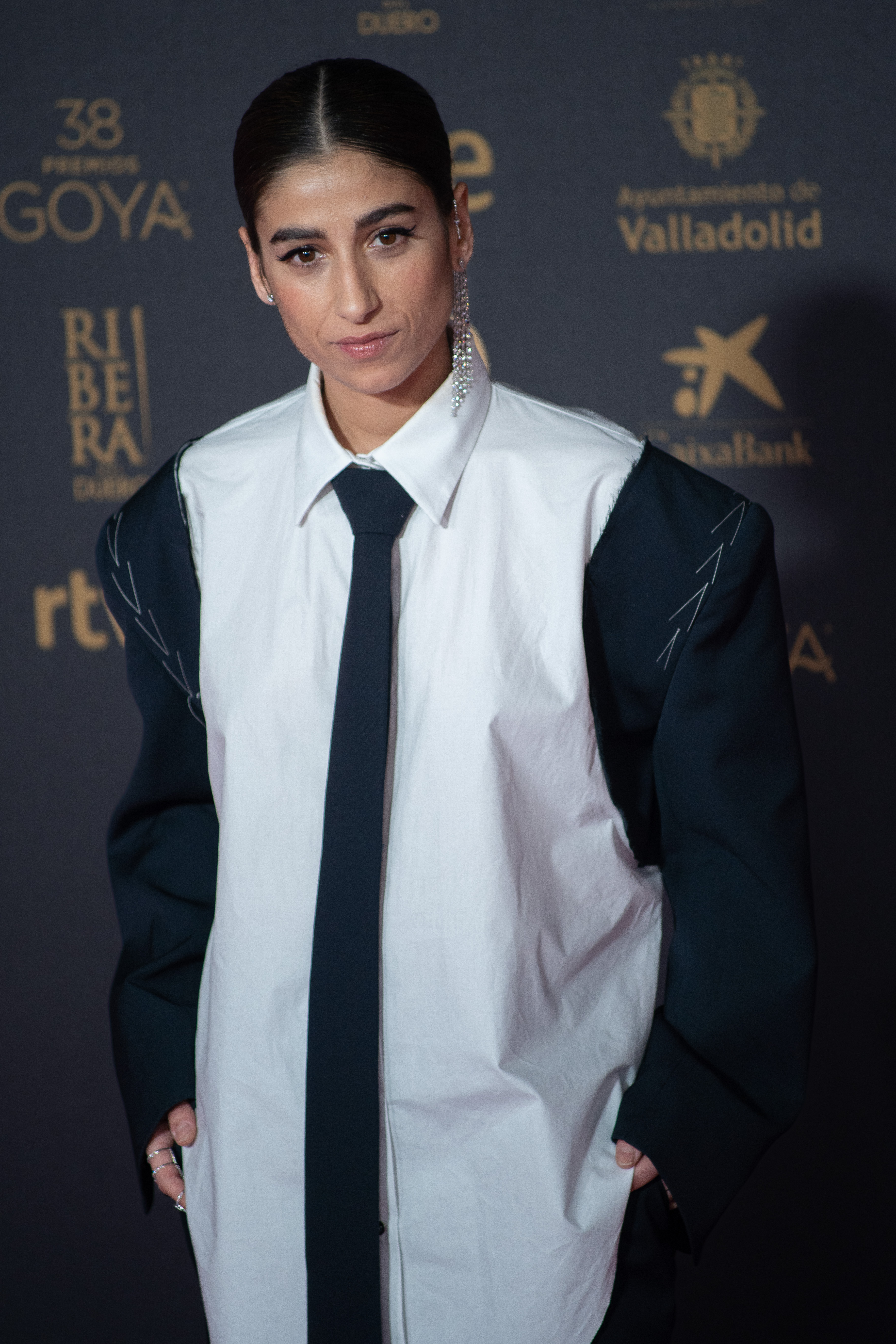
Carolina Yuste, millor actriu

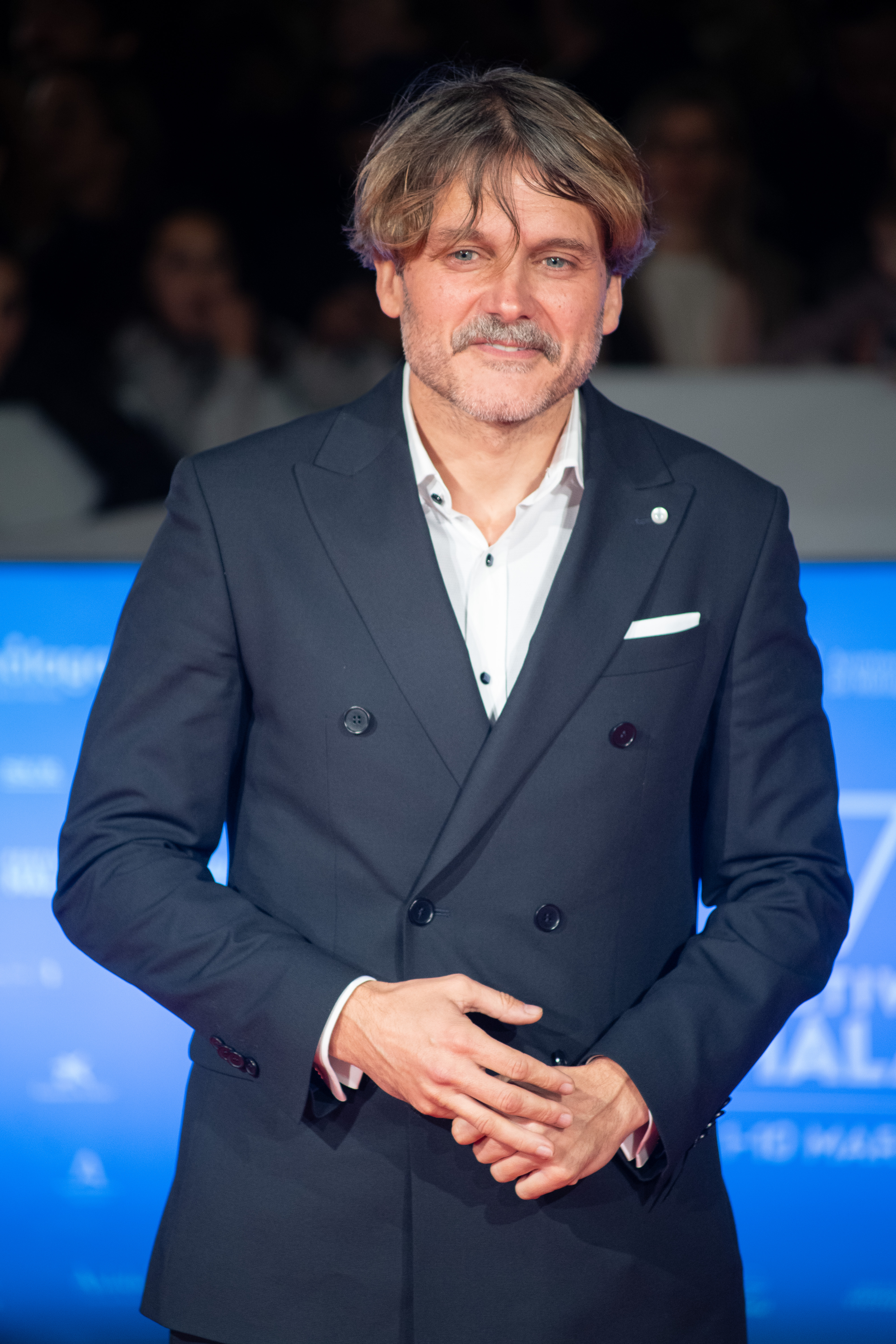
Salva Reina, millor actor secundari

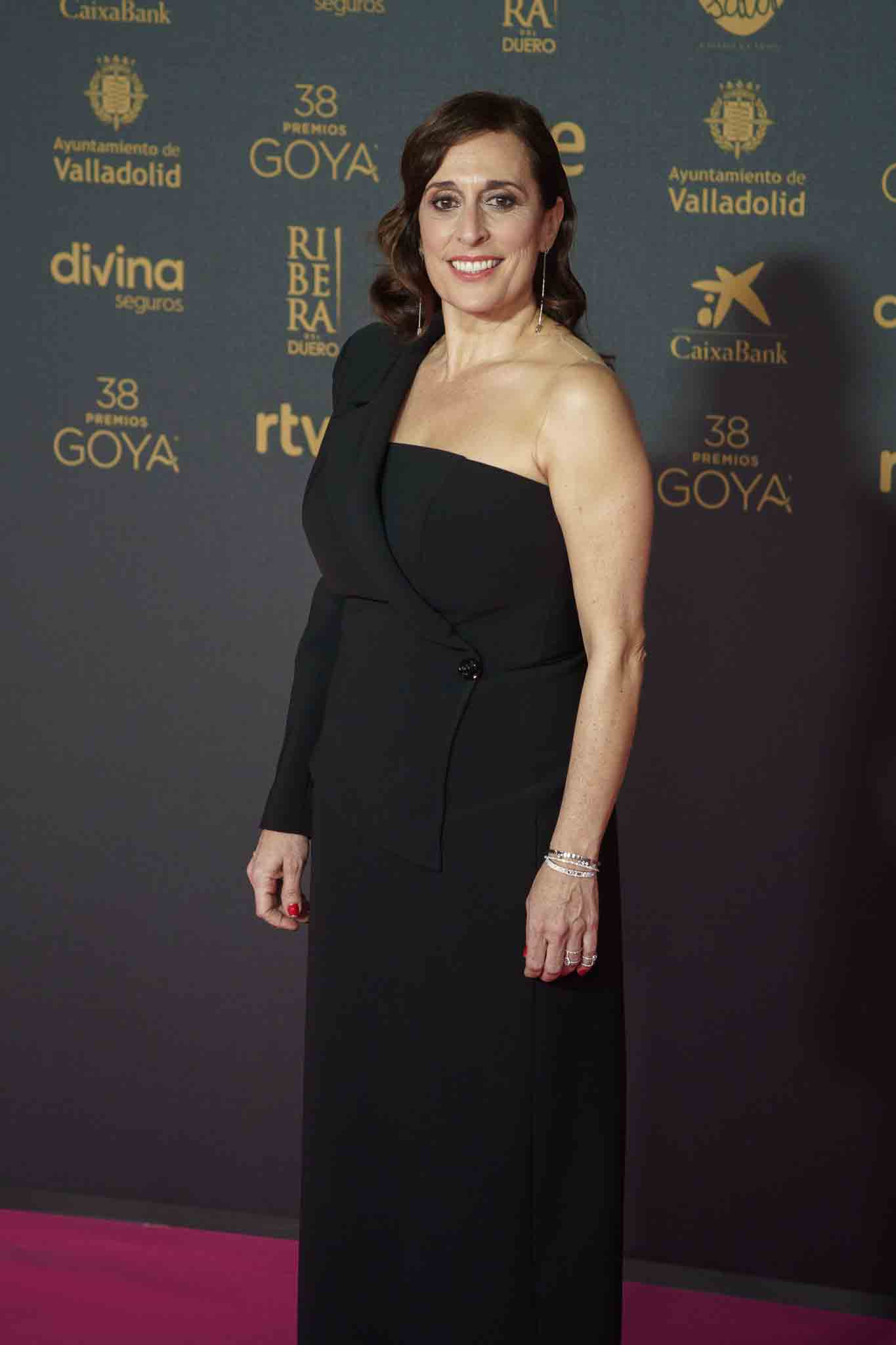
Clara Segura, millor actriu secundària

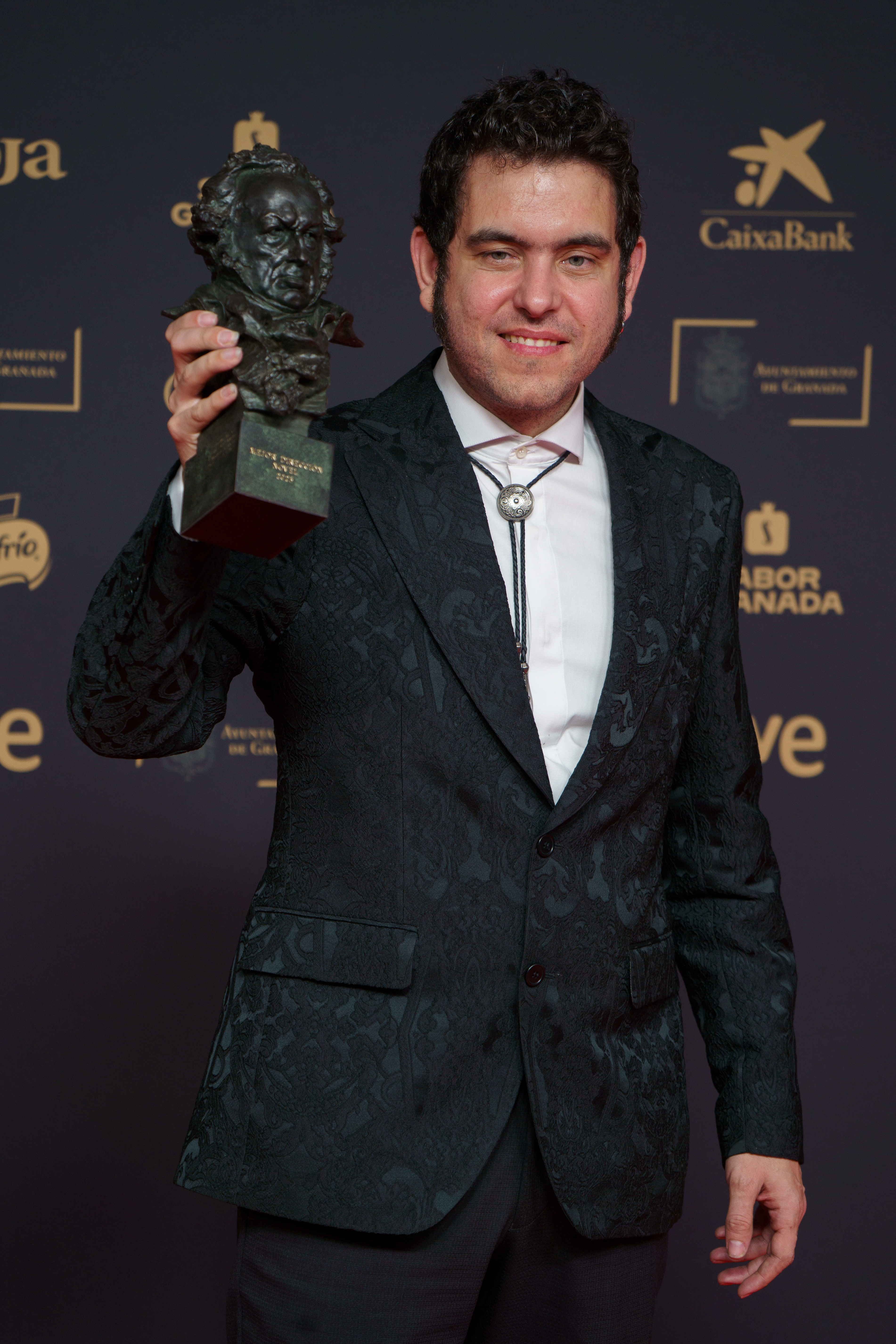
Javier Macipe, millor director novell

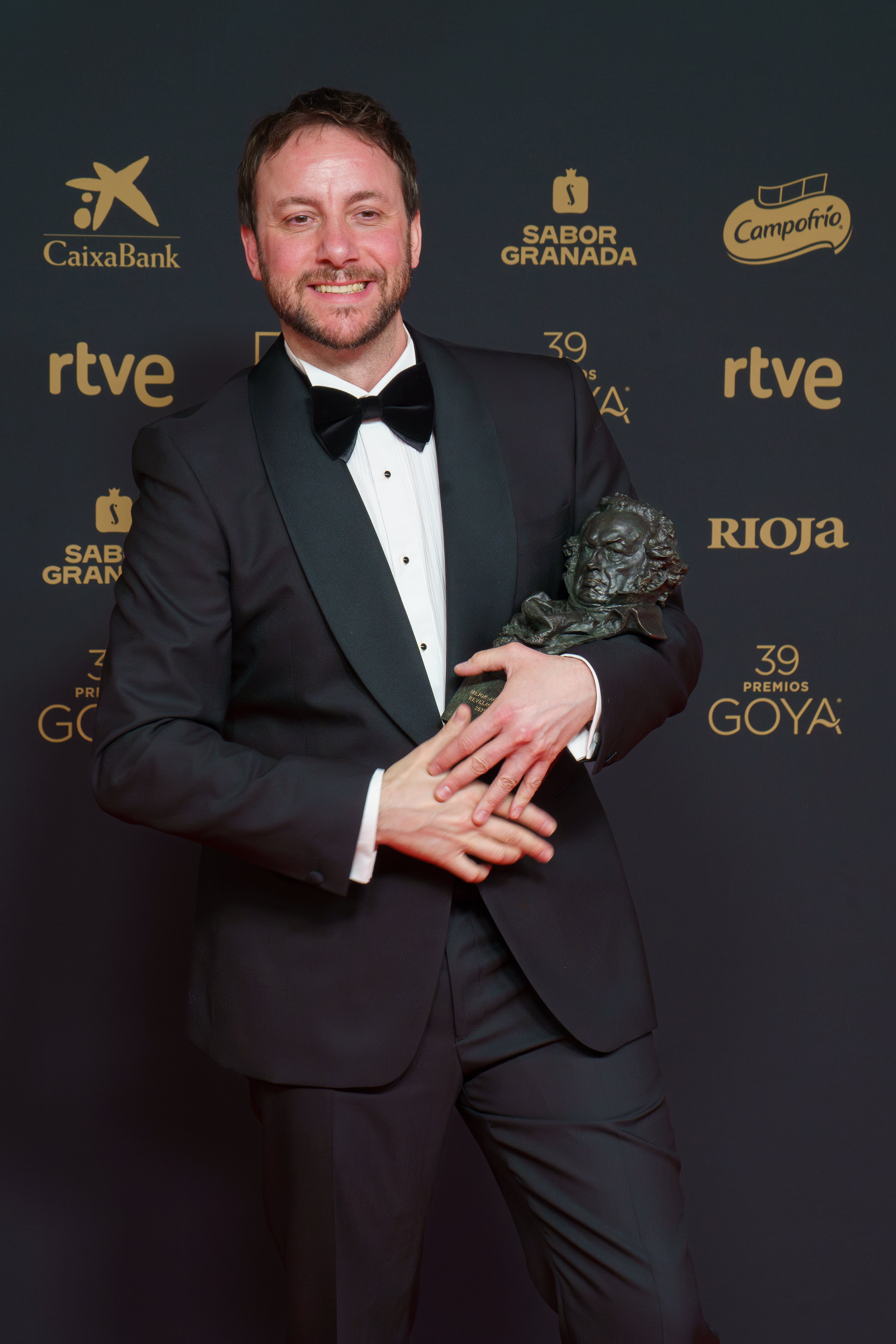
Pepe Lorente, millor actor novell

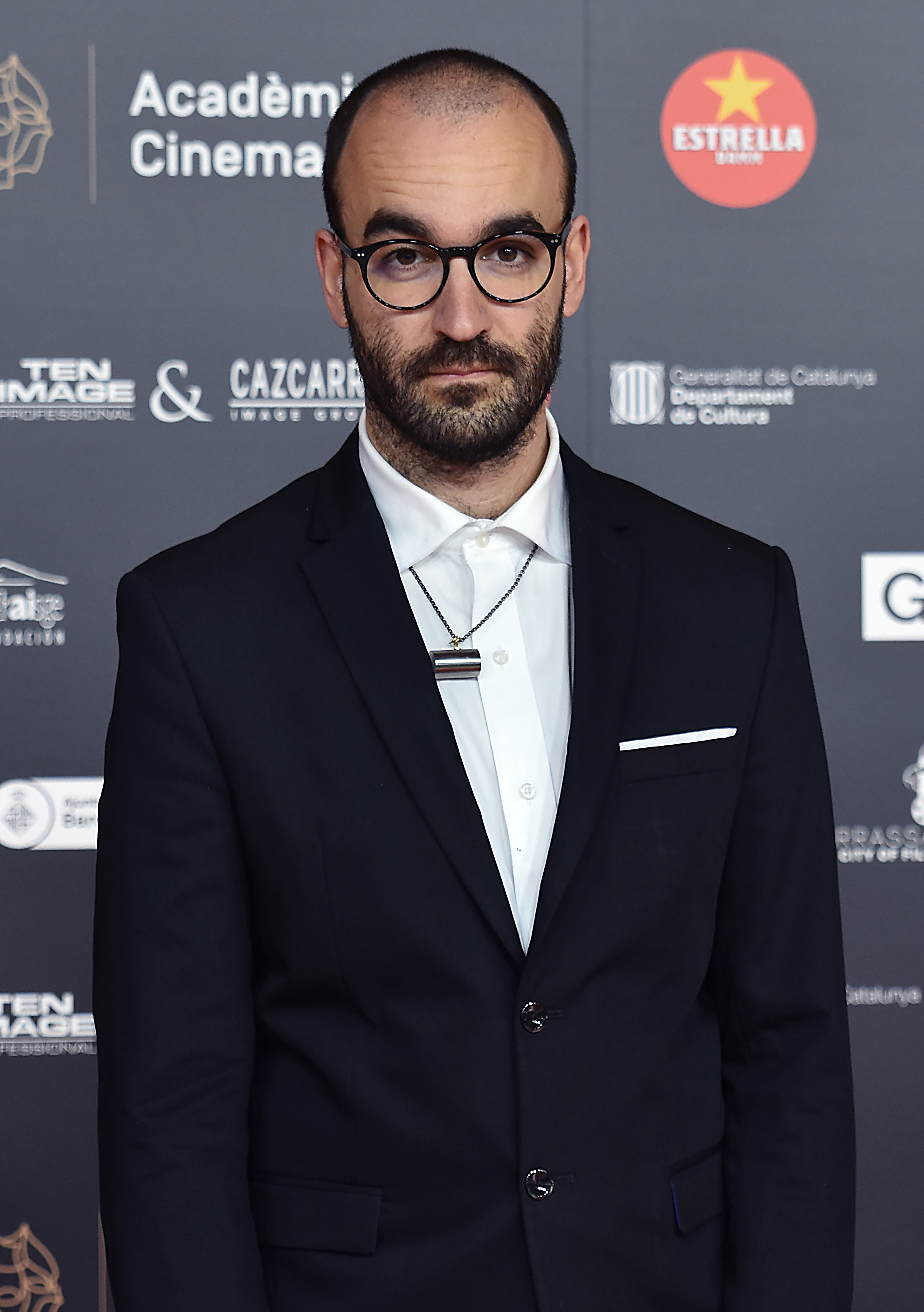
Eduard Sola, millor guió original

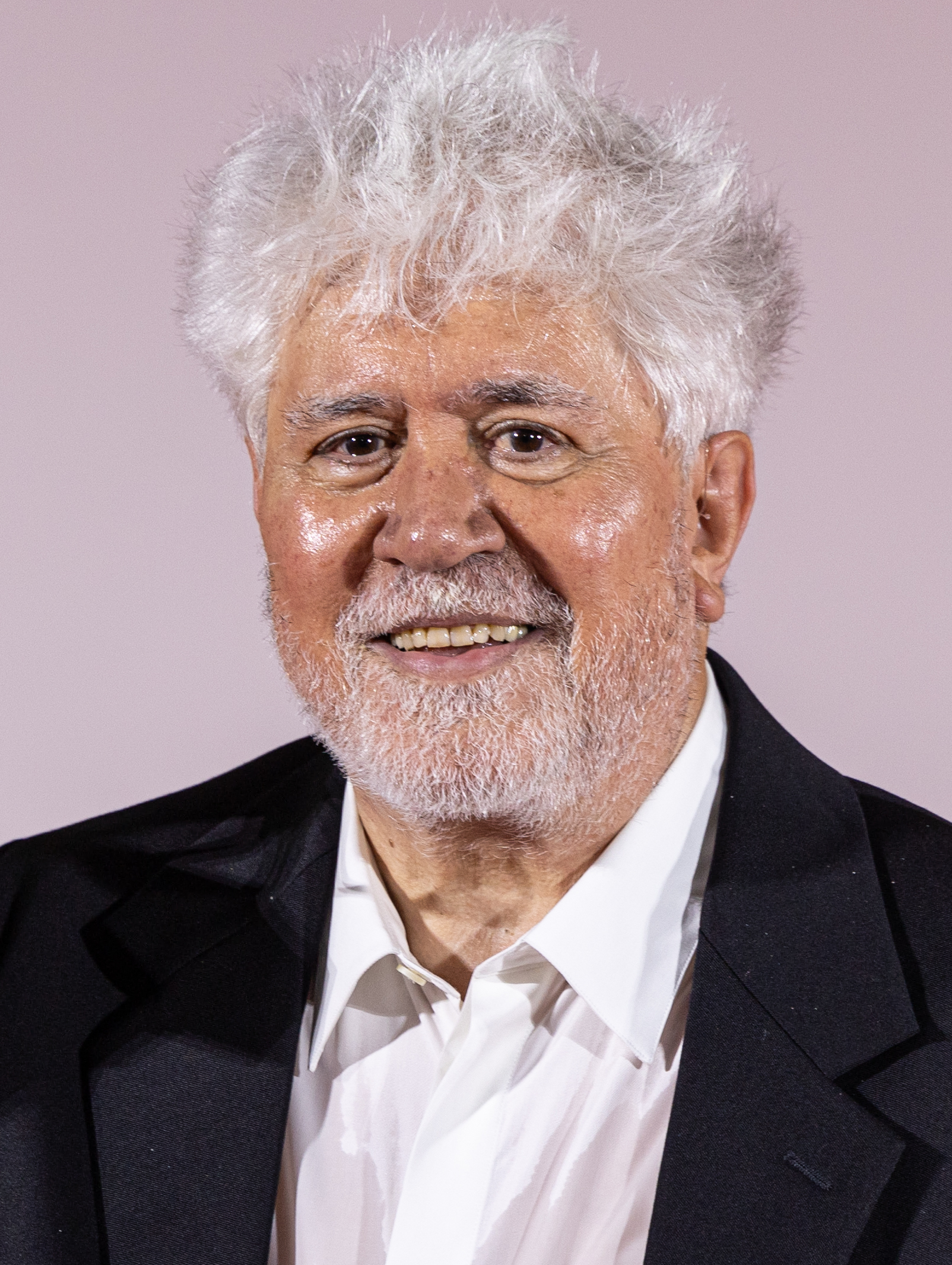
Pedro Almodóvar, millor guió adaptat

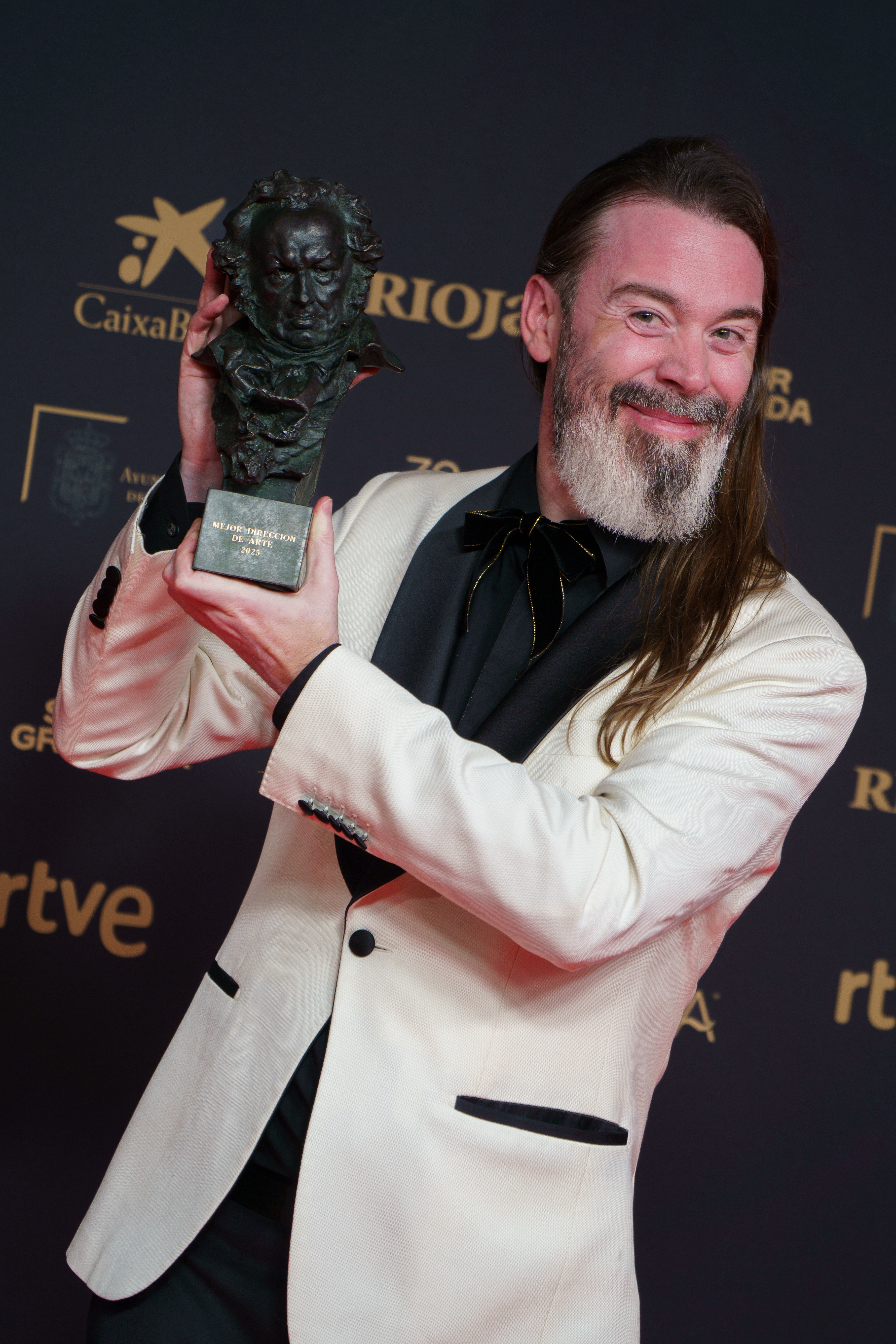
Javier Alvariño, millor director artístic

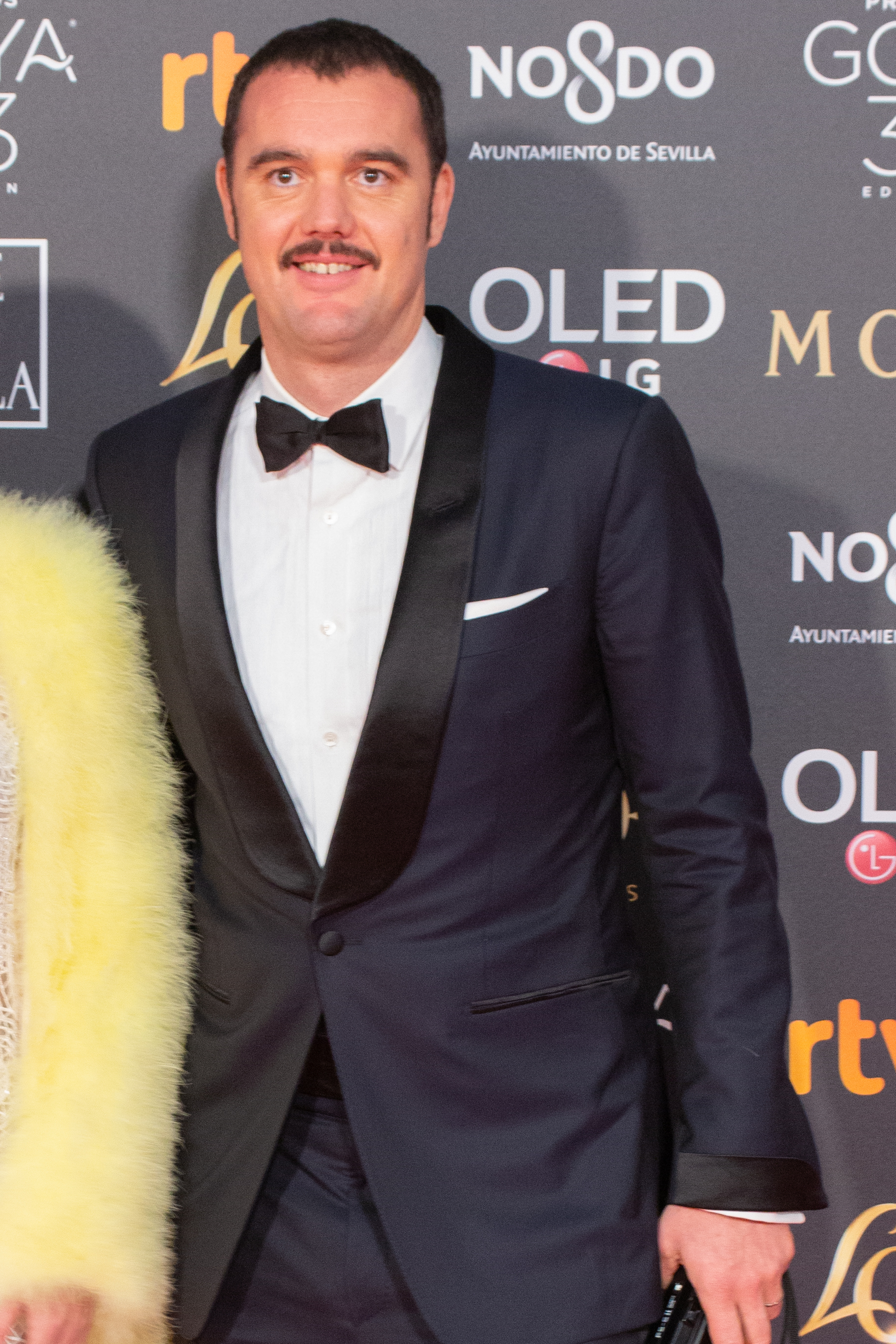
Edu Grau,millor fotografia

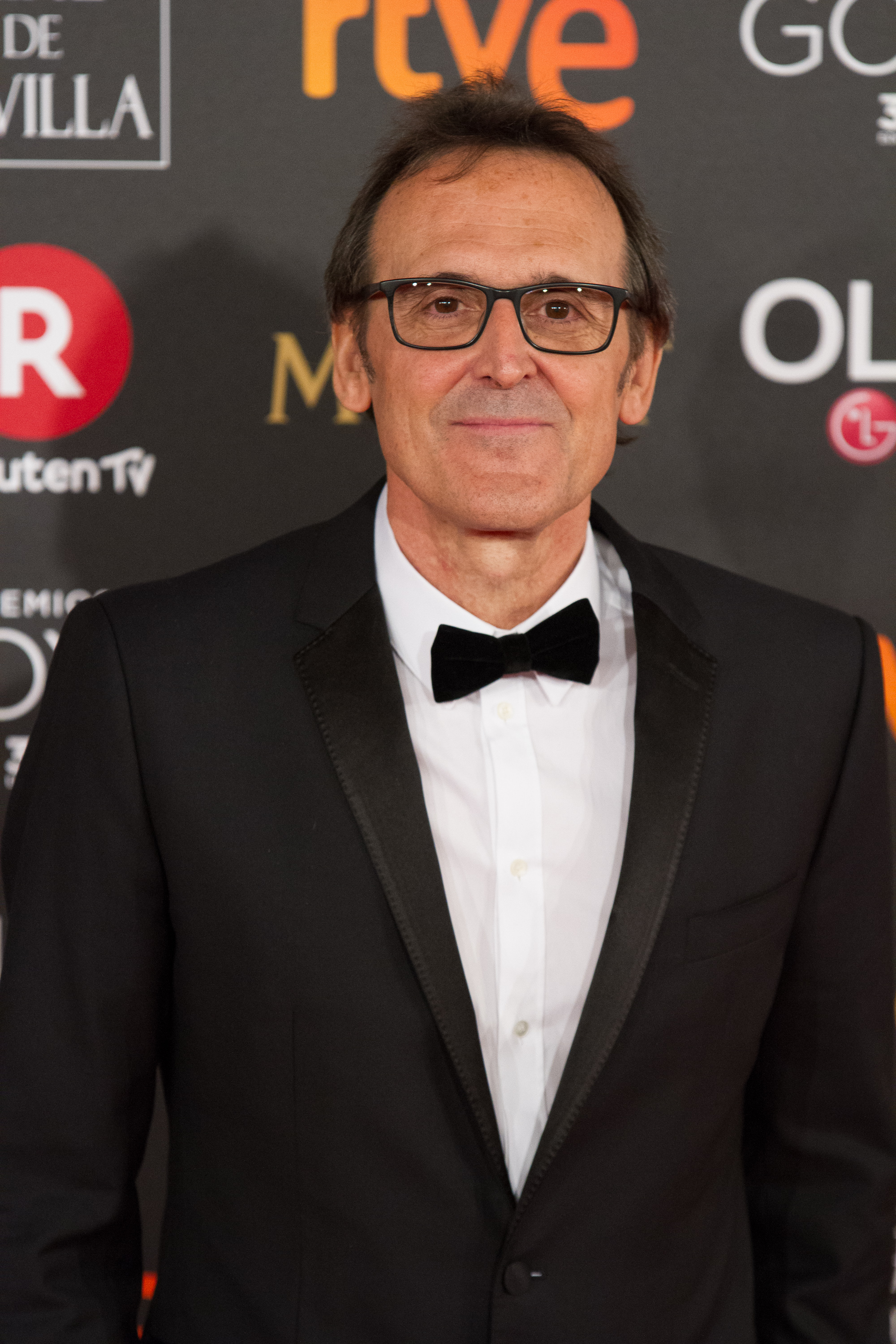
Alberto Iglesias, millor ganda sonora

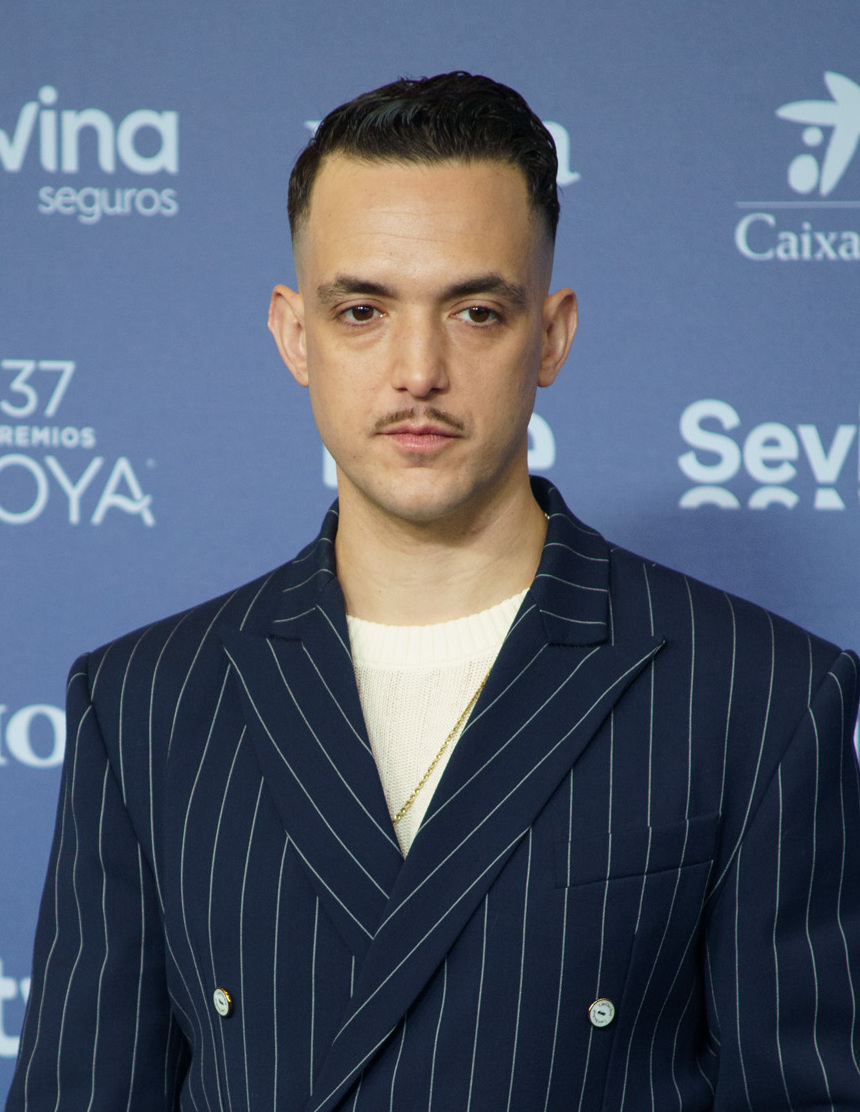
Antón Álvarez, millor documental i millor cançó

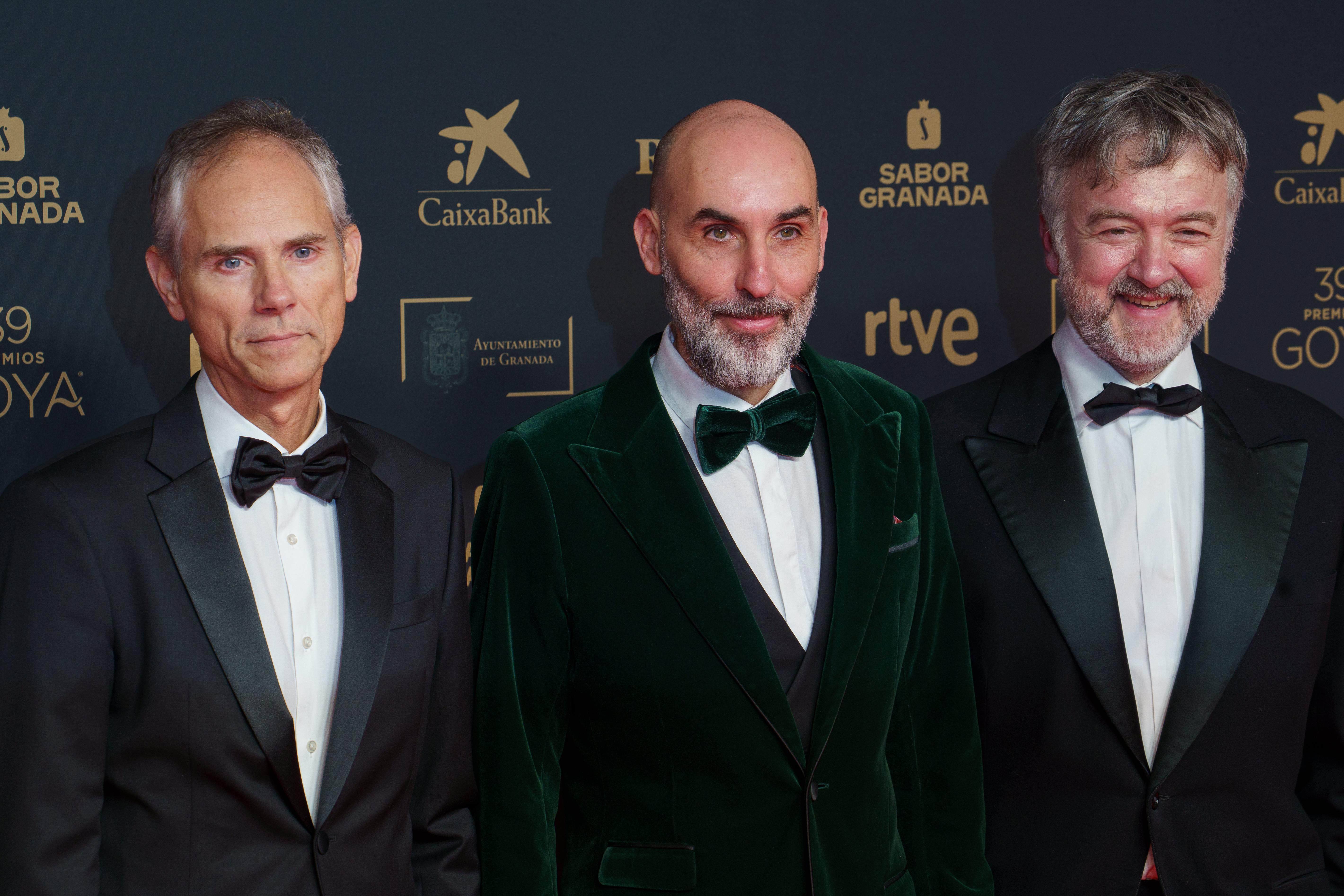
Equip de Papallones negres, millor pel·lícula d'animació

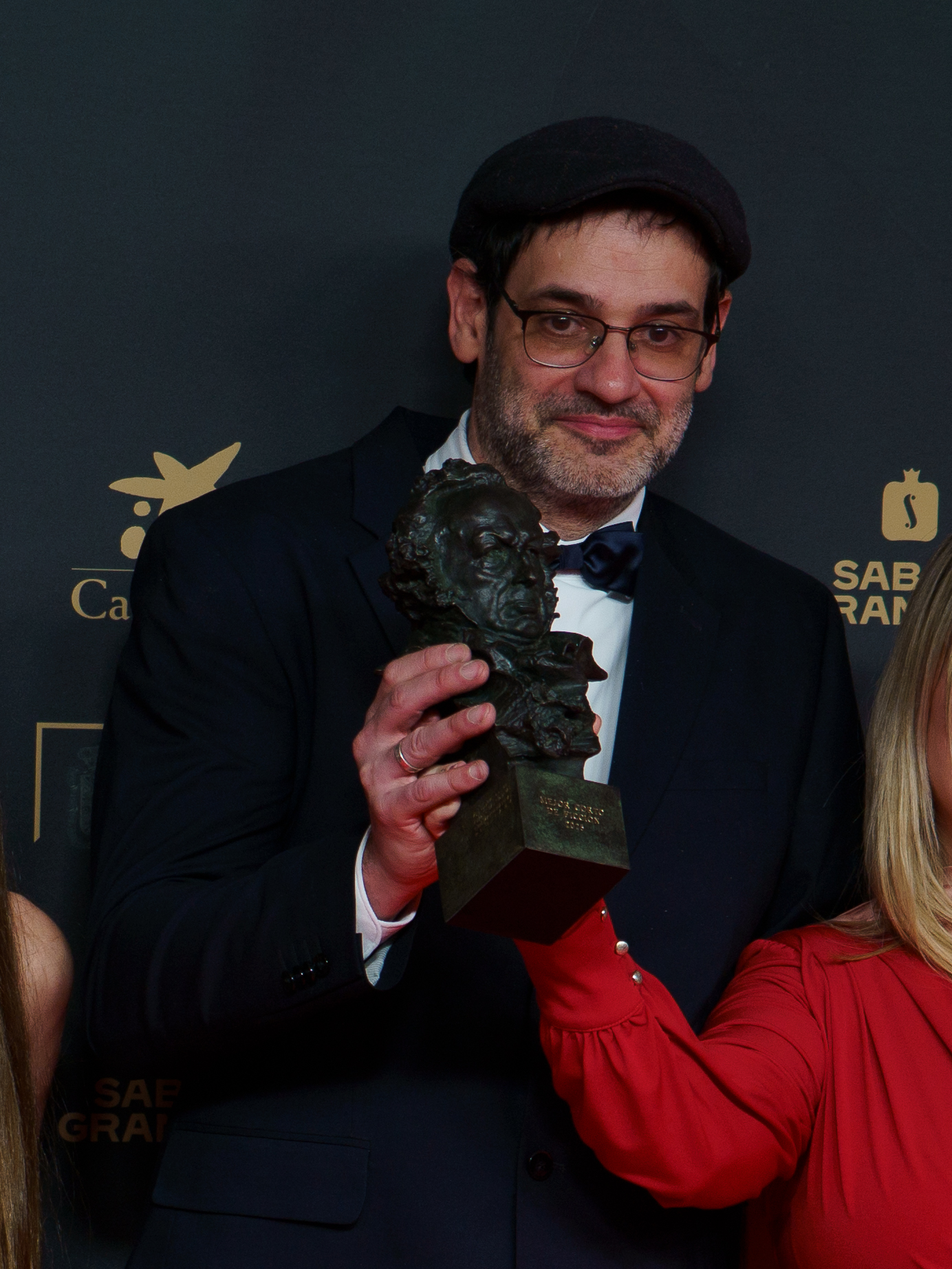
Àlex Lora, premi al millor curtmetratge de ficció

| - El 47, produïda per Javier Méndez, Laura Fernández Espeso - La infiltrada, produïda per Álvaro Ariza, María Luisa Gutiérrez, Mercedes Gamero, Pablo Nogueroles - Casa en flames, produïda per Alberto Aranda, Ana Eiras, Ariens Damsí, Bernat Saumell, Dani de la Orden, Jaime Ortiz de Artiñano, Kike Maíllo, Toni Carrizosa - La estrella azul, produïda per Amelia Hernández, Hernán Musaluppi, Simón de Santiago - Segundo premio, produïda per Cristóbal García | - Isaki Lacuesta i Pol Rodríguez per Segundo premio - Pedro Almodóvar per La habitación de al lado - Arantxa Echevarría per La infiltrada - Paula Ortiz per La virgen roja - Aitor Arregi i Jon Garaño per Marco, la verdad inventada |
| Millor actriu | Millor actor |
| - Carolina Yuste per La infiltrada - Emma Vilarasau per Casa en flames - Julianne Moore per La habitación de al lado - Tilda Swinton per La habitación de al lado - Patricia López Arnaiz per Los destellos | - Eduard Fernández per Marco, la verdad inventada - Alberto San Juan per Casa en flames - Alfredo Castro per Polvo serán - Urko Olazabal per Soy Nevenka - Vito Sanz per Volveréis |
| Millor actriu secundària | Millor actor secundari |
| - Clara Segura per El 47 - Macarena García per Casa en flames - María Rodríguez Soto per Casa en flames - Nausicaa Bonnín per La infiltrada - Aixa Villagrán per La virgen roja | - Salva Reina per El 47 - Enric Auquer per Casa en flames - Óscar de la Fuente per La casa - Luis Tosar per La infiltrada - Antonio de la Torre per Los destellos |
| Millor actriu revelació | Millor actor revelació |
| - Laura Weissmahr per Salve Maria - Zoe Bonafonte per El 47 - Mariela Carabajal per La estrella azul - Marina Guerola per Los destellos - Lucía Veiga per Soy Nevenka | - Pepe Lorente per La estrella azul - Óscar Lasarte per ¿Es el enemigo? La película de Gila - Cuti Carabajal per La estrella azul - Cristalino per Segundo premio - Daniel Ibáñez per Segundo premio |
| Millor guió original | Millor guió adaptat |
| - Eduard Sola per Casa en flames - Alberto Marini i Marcel Barrena per El 47 - Javier Macipe per La estrella azul - Amèlia Mora i Arantxa Echevarría por La infiltrada - Aitor Arregi, Jon Garaño, Jorge Gil Munarriz i Jose Mari Goenaga per Marco, la verdad inventada | - Pedro Almodóvar per La habitación de al lado, basat en la novel·la Això que estàs passant de Sigrid Nunez - Álex Montoya i Joana M. Ortueta per La casa, basada en la novel·la gràfica de Paco Roca - Pilar Palomero per Los destellos basat en la història Bihotz handiegia d'Eider Rodriguez Martin - Mar Coll i Valentina Visopor per Salve Maria, basat en la novel·la Amek ez dute de Katixa Agirre - Icíar Bollaín i Isa Campo per Soy Nevenka basat en els llibres Hay algo que no es como me dicen: el caso Nevenka Fernández contra la realidad de Juan José Millás i El poder de la verdad de Nevenka Fernández |
| Millor direcció novell | Millor pel·lícula documental |
| - Javier Macipe per La estrella azul - Miguel Faus per Calladita - Pedro Martín-Calero per El llanto - Sandra Romero per Por donde pasa el silencio - Paz Vega per Rita | - La guitarra flamenca de Yerai Cortés, produït per Antón Álvarez, Cristina Trenas, Santos Bacana - Domingo Domingo, produït per Arunas Matelis, Laura García Andreu, Pepe Andreu, Rafa Molés - Marisol, llámame Pepa, produït per Blanca Torres, Chema de la Peña, José Carlos de Isla Troncoso, Paco Ortiz - Mi hermano Ali, produït per Paula Palacios - No estás sola, produït per Almudena Carracedo, Robert Bahar |
| Millor direcció de producció | Millor muntatge |
| - Carlos Apolinario — El 47 - Laia Gómez — Casa en flames - Axier Pérez Serrrano — La infiltrada - Kati Martí Donoghue — La virgen roja - Carlos Amoedo — Segundo premio | - Javi Frutos — Segundo premio - Nacho Ruiz Capillas — El 47 - Javier Macipe, Nacho Blasco — La estrella azul - Victoria Lammers — La infiltrada - Fernando Franco — Los pequeños amores |
| Millor música original | Millor cançó original |
| - Alberto Iglesias — La habitación de al lado - Arnau Bataller — El 47 - Arturo Cardelús — Guardiana de dracs - Fernando Velázquez — La infiltrada - Sergio de la Puente — Verano en diciembre | - "Los almendros" per Antón Álvarez, Yerai Cortés (La guitarra flamenca de Yerai Cortés) - "Show Me" per Fernando Velázquez (Buffalo Kids) - "El borde del mundo" per Valeria Castro (El 47) - "La virgen roja" per Maria Arnal (La virgen roja) - "Love Is the Worst" per Alondra Bentley, Isaki Lacuesta (Segundo premio) |
| Millor fotografia | Millor direcció artística |
| - Edu Grau — La habitación de al lado - Isaac Vila — El 47 - Javier Salmones — La infiltrada - Takuro Takeuchi — Segundo premio - Gris Jordana — Soy Nevenka | - Javier Alvariño — La virgen roja - Marta Bazaco — El 47 - Inbal Weinberg — La habitación de al lado - Pepe Domínguez del Olmo— Segundo premio - Miguel Ángel Rebollo — Volveréis |
| Millor disseny de vestuari | Millor maquillatge i perruqueria |
| - Irantzu Ortiz, Olga Rodal — El 47 - Ester Palaudàries, Vinyet Escobar — Disco, Ibiza, Locomía - Bina Daigeler — La habitación de al lado - Arantxa Ezquerro — La virgen roja - Lourdes Fuentes — Segundo premio | - Karmele Soler, Sergio Pérez Berbel, Nacho Díaz — Marco, la verdad inventada - Karol Tornaría — El 47 - Morag Ross, Manolo García — La habitación de al lado - Patricia Rodríguez, Tono Garzón — La infiltrada - Eli Adánez, Paco Rodríguez Frías — La virgen roja |
| Millor so | Millors efectes especials |
| - Diana Sagristá, Eva Valiño, Alejandro Castillo, Antonin Dalmasso — Segundo premio - Amanda Villavieja, Joaquín Rajadel, Víctor R. Puertas, Mayte Cabrera, Nicolas de Poulpiquet — La estrella azul - Sergio Bürmann, Anna Harrington, Marc Orts — La habitación de al lado - Fabio Huete, Jorge Castillo Ballesteros, Miriam Lisón, Mayte Cabrera — La infiltrada - Coque F. Lahera, Álex F Capilla, Nacho Royo-Villanova — La virgen roja | - Laura Canals, Iván López Hernández — El 47 - Li Xin — Guardiana de dracs - Mariano García Marty, Jon Serrano, Juliana Lasunción — La infiltrada - Raúl Romanillos, Juanma Nogales — La virgen roja - Jon Serrano, Mariano García Marty, David Heras — Marco, la verdad inventada |
| Millor pel·lícula d'animació | Millor curtmetratge d'animació |
| - Papallones negres; César Zelada, David Baute, Edmon Roch i Colom, Marc Sabé - Buffalo Kids; Cleber Beretta, Francisco Celma, Ignacio Salazar-Simpson, Jaime Ortiz de Artiñano, Jordi Gasull, Juan Jesús García Galocha "Galo", Marc Sabé, Pedro Solís, Ricardo Marco Budé, Toni Novella - Guardiana de dracs; Aurora de Cos, Fu Ruoqing, Larry Levene, Li Jiangping, Pedro Pérez, Peng Mingyu, Salvador Simó, Song Weiwei, Tro Juanyu, Yang Lihe - Rock Bottom; Adán Aliaga, Alba Sotorra, Anna Mroczek, Dani Bagur, Kiko Domínguez, Lukasz Kacprowicz, Marcin Wasilewski, María Trénor, Miguel Molina Carmona, Robert Jaszczurowski, Wojciech Leszczynski - Superklaus; Andrea Sebastiá, Darío Sanchez, François Trudel, Nacho La Casa, Steven Majaury | - Cafunè; produït per Carlos Fernández de Vigo, Damián Perea, Mintxo Díaz, Sergy Moreno, Lorena Ares - El cambio de rueda; produït per Ainhoa Ramírez Lucendo, Fernando Franco, León Siminiani, Begoña Arostegui - La mujer ilustrada; produït per Diego Herguera, Isabel Herguera - Lola, Lolita, Lolaza; produït per Chelo Loureiro, Mabel Lozano, Pablo Jimeno, Raúl Berdonés - Wan; Carlos Ayerbe, Víctor Monigote |
| Millor curtmetratge documental | Millor curtmetratge de ficció |
| - Semillas de Kivu; produït per Carlos Valle, David Pérez Sañudo, Iván Miñambres, Néstor López, Pepe Castro, Pilar Sancho - Ciao Bambina; produït per Carlo D'Ursi, Jorge Garrido, Afioco Gnecco, Carolina Yuste - Els Buits; produït per Carlotta Schiavon, Ian de la Rosa, Laura Rubirola Sala, Isa Luengo, Marina Freixa Roca, Sofía Esteve - Las novias del sur; produït per David Epiney, Eugenia Mumenthaler, Pepe Andreu, Rafa Molés. Elena López Riera - Los 30 (no) son los nuevos 20; produït per Alfonso Palazón, Juan Vicente Castillejo Navarro | - La gran obra; produït per Lluís Quílez i Sala, Àlex Lora - Betiko gaua; produït per Ander Barinaga-Rementeria Arano, Ander Sagardoy Múgica, Carmen Lacasa Aguinaga, Eneko Sagardoy, Paul Urkijo Alijo - Cuarentena; produït per María del Puy Alvarado, Celia de Molina - El trono; produït per Arturo Valls, Carmela Martínez Oliart, Félix Tusell Sánchez, Lucía Jiménez - Mamántula; produït per Ion de Sosa, Leire Apellaniz, Paola Alvarez, Tasio |
| Millor pel·lícula estrangera de parla hispana | Millor pel·lícula europea |
| - Ainda Estou Aqui - Walter Salles - Agárrame fuerte – Ana Guevara - El jockey – Luis Ortega Salazar - El lugar de la otra – Maite Alberdi - Memorias de un cuerpo que arde - Antonella Sudasassi Furnis | - Emilia Pérez – Jacques Audiard - El comte de Montecristo - Mathieu Delaporte i Alexandre de La Patellière - Straume - Gints Zilbalodis - La Chimera - Alice Rohrwacher - La zona d'interès – Jonathan Glazer |
| Premi Goya d'Honor | Premi Goya Internacional |
| Aitana Sánchez-Gijón | Richard Gere |

## In memoriam
L'homenatge In Memoriam va anar acompanyat dels actes musicals Zahara i Dora Postigo, que van interpretar Si tú no estás de Rosana Arbelo. Va retre homenatge a persones com Mayra Gómez Kemp, Marisa Paredes, Xabier Deive, Fermí Reixach, Elisa Montés, Teresa Gimpera, Eva Lyberten, Silvia Tortosa, Jaime de Armiñán, Jaume Lleal, Julián Ortega, La Chunga, José de la Torre, Isabel Álvarez Friera, Ana Bernal, Vanessa Castro, Lola Cordón, Javi Cañón, Daniel Fanego, Txema Blasco, Anastasio de la Fuente, Ernesto Gómez Cruz, Jaime D'Ors, Juanma Carrillo, José Hervás, Paula Martel, Silvia Pinal, Emilio Echevarría, Francisco San Martín, i Rosalía Dans.